# Helgolandsfälla

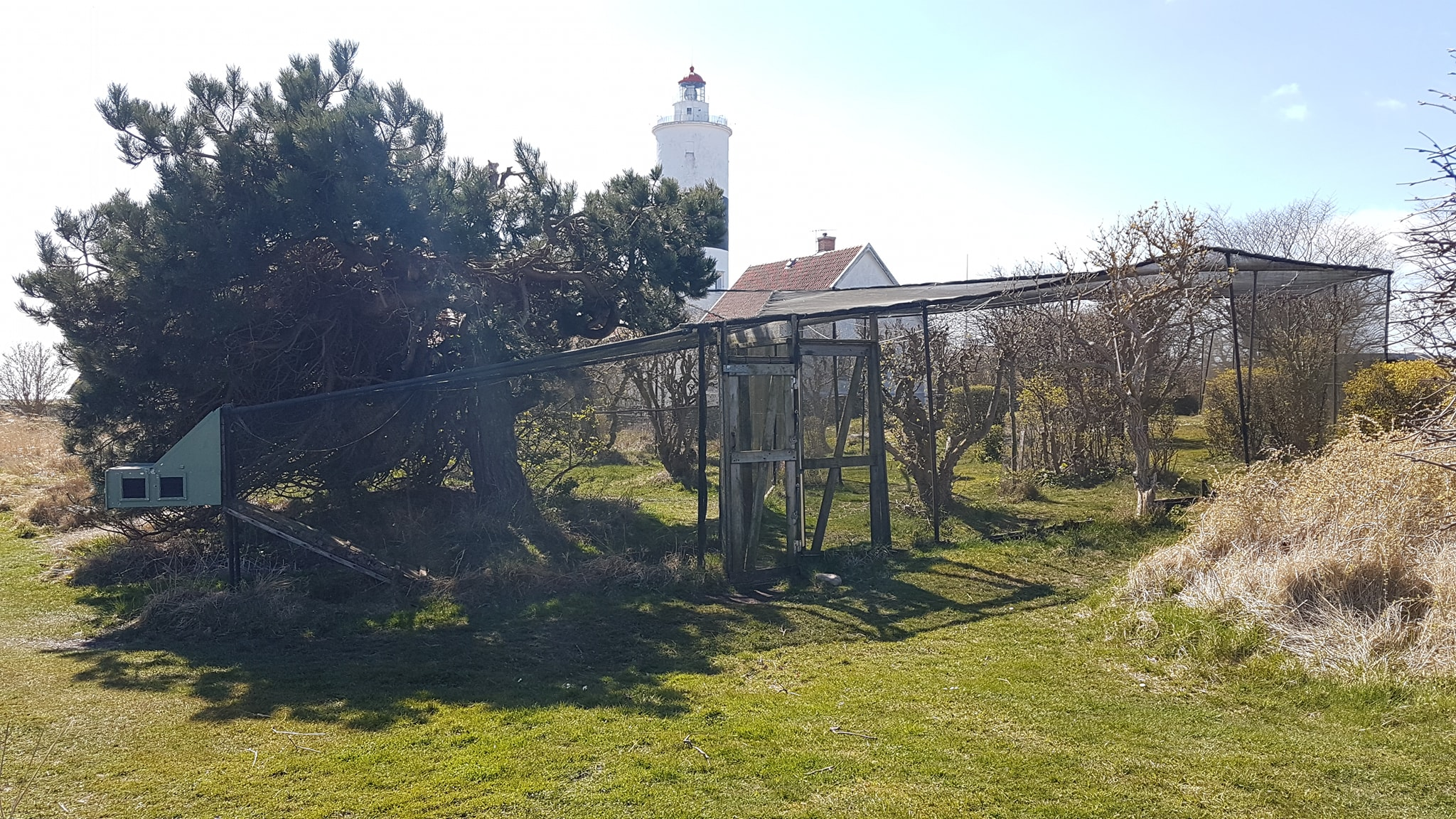
Vid Ottenby fågelstation på Ölands södra udde finns två Helgolandsfällor som används vid fångst och ringmärkning av fåglar. Fällan på bilden kallas A-fällan.

Helgolandsfälla är en anordning för att fånga fåglar för ringmärkning eller andra ornitologiska studier. En Helgolandsfälla består av en stor nätstrut som fungerar som en ryssja i vilken fåglarna drivs eller själva flyger in. Namnet härstammar från den tyska ön Helgoland där denna typ av fälla först utvecklades 1919-1920 av Hugo Weigold. Helgolandsfällor varierar i storlek från små till mycket stora, till exempel finns det fällor som kan vara 10 meter höga, 30 meter breda och uppemot 40 meter långa. Det finns många fördelar med denna fångstmetod, bland annat anses den vara skonsammare mot fåglarna och insamlingen kan bli mer effektiv än vid fångst i slöjnät. 

## Rybachifälla

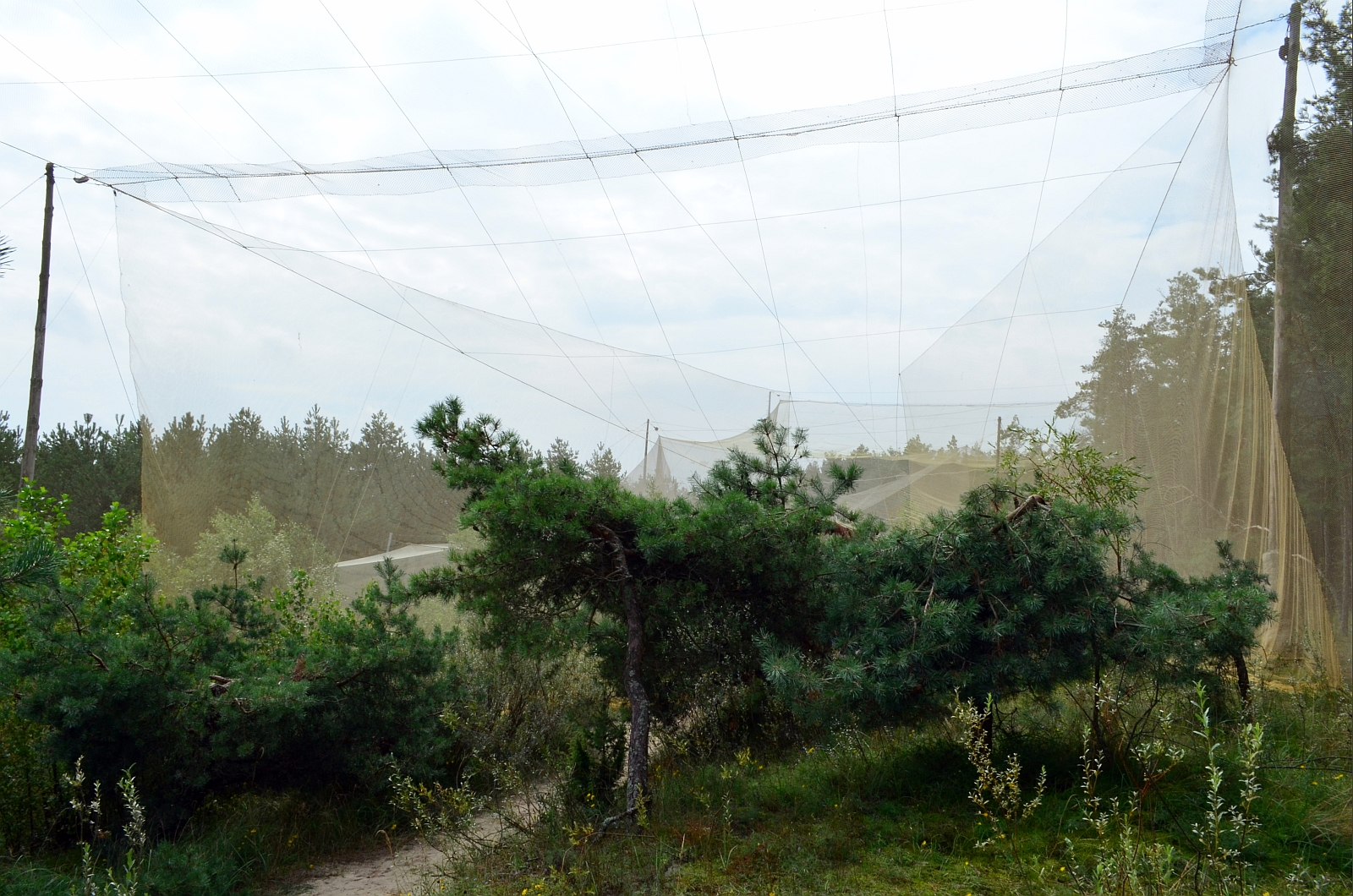
Ingången till fällan är bred och hög, vilket gör att fåglarna inte uppfattar det som en fångstanordning. Bilden visar en Helgolandsfälla av Rybachi-typ, med en nätstrut som hissats upp snarare än fästs i en stomme.

Vid ryska fågelstationen Rybachi på Kuriska näset, Kaliningrad, används väldigt stora Helgolandsfällor av en typ som ibland kallas för Rybachifällor. Båda fälltyperna använder samma princip, där fåglarna förflyttar sig inåt i nätstruten så att de kan fångas vid spetsen, men Rybachifällorna förlitar sig mer på passiv fångst med flera på varandra följande kamrar som fåglarna successivt flyger in i för att sedan fångas i ett slutligt fångstrum. Vidare är de större, mer flexibla i sin konstruktion och gjorda i nät, medan Helgolandsfällorna har en rigid stomme beklädd med hönsnät eller nuförtiden allt oftare nylonnät. Den första Rybachifällan skapades 1957 av Janis Jakšis i samband med att ryssarna (under ledning av professor Lev Belopolsky) återskapade en fågelstation där tidigare den tyska fågelstationen Rossitten legat, men som försvann i och med andra världskriget.

## Helgolandsfällor i Sverige
Vid Ottenby fågelstation finns två Helgolandsfällor, benämnda A-fällan och Krattet, varav den senare anlades redan 1949 och vilka båda används i fågelstationens standardiserade ringmärkning sedan 1972.